# William D. Jelks

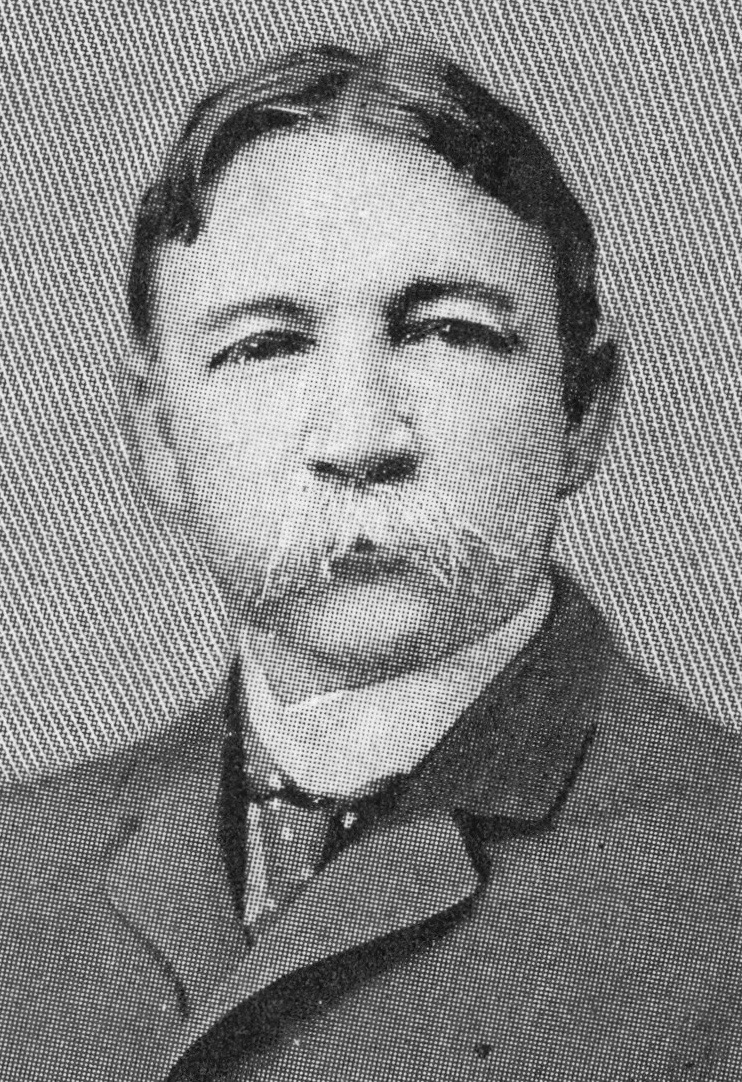
William D. Jelks

William Dorsey Jelks (* 7. November 1855 in Warrior Stand, Macon County, Alabama; † 13. Dezember 1931) war ein US-amerikanischer Politiker (Demokratische Partei) und Gouverneur von Alabama.

## Frühe Jahre und politischer Aufstieg
William Jelks besuchte die öffentlichen Schulen im Bullock County, graduierte an der Mercer University und erhielt sein rechtswissenschaftliches Diplom (Law Degree) an der University of Alabama. Jelks wurde 1879 Eigentümer des Union Springs Herald sowie der Eufaula Alabama Times, wobei er bei letzterer auch Redakteur war. Ferner war er auch Mitglied des Ausschusses sowie Vorsteher der Eufaula-Schulen. Jelks begann 1898 seine politische Karriere mit der Wahl in den Senat von Alabama, dessen Vorsitzender er 1900 und 1901 war.

## Gouverneur von Alabama
Jelks führte im Dezember 1900 als amtierender Gouverneur von Alabama die Amtsgeschäfte, da der eigentliche Amtsinhaber William J. Samford krankheitsbedingt dazu nicht in der Lage war. Nach Samfords Tod wurde Jelks am 11. Juni 1901 der neue Gouverneur von Alabama. Am 4. November 1902 folgte die offizielle Wiederwahl. Wegen einer schweren Erkrankung musste er zeitweise sein Amt niederlegen und in den Westen reisen. Vizegouverneur Russell M. Cunningham übernahm währenddessen die Amtsgeschäfte bis zum 5. März 1905, als Jelks in sein Amt zurückkehrte. Während seiner Amtszeit wurde die 1901 verabschiedete Verfassung von Alabama ratifiziert, welche eine Amtszeit des Gouverneurs auf vier Jahre festlegte. Ferner wurde das Amt des Vizegouverneurs wiederhergestellt. Die State Textbook Commission wurde gebildet, die Alabama Power Company gegründet, die State Railroad Commission reformiert, sowie das Staatskapitol erweitert und renoviert. Jelks verließ sein Amt am 14. Januar 1907 und war damit länger im Amt als jeder Gouverneur zuvor.

## Weiterer Lebenslauf
Nach seinem Ausscheiden als Gouverneur gründete er und war der Präsident der Protective Life Insurance Company in Birmingham. Jelks war 1912 Delegierter zur Democratic National Convention und Mitglied des Democratic National Committee. Er verstarb am 13. Dezember 1931 und wurde auf dem Fairview Cemetery in Eufaula beigesetzt. Er war mit Alice Shorter verheiratet und sie hatten ein gemeinsames Kind.